# Bieberbach (Feuchtwangen)
Bieberbach ist ein Gemeindeteil der Stadt Feuchtwangen im Landkreis Ansbach (Mittelfranken, Bayern). Bieberbach liegt in der Gemarkung Banzenweiler.

## Geografie
Das Dorf liegt am Bieberbach, einem rechten Zufluss der Sulzach, inmitten der Sulzachrandhöhen, die Teil der Frankenhöhe sind. Im Nordosten erhebt sich der Hetzenberg (504 m ü. NHN) und im Süden der Kronberg (507 m ü. NHN), beide sind bewaldete Anhöhen. Eine Gemeindeverbindungsstraße führt nach Banzenweiler zur Bundesstraße 25 (1,5 km östlich).

## Geschichte
Im Jahr 1337 vermachte der Feuchtwanger Bürger Kunrat Gerbolt sein Gut in Bieberbach der Stadt Feuchtwangen.
Bieberbach lag im Fraischbezirk des ansbachischen Oberamtes Feuchtwangen. Im Jahr 1732 gab es 7 Anwesen. Alleiniger Grundherr war das Oberamt Feuchtwangen (Stiftsverwalteramt Feuchtwangen: 1 Hof, 4 Güter; Stadtvogteiamt Feuchtwangen: 1 Hof, 1 Gut). Außerdem gab es ein Gemeindehirtenhaus. Bis zum Ende des Alten Reiches hatte sich an den Verhältnissen nichts geändert. Von 1797 bis 1808 unterstand der Ort dem Justiz- und Kammeramt Feuchtwangen.
Mit dem Gemeindeedikt (frühes 19. Jahrhundert) wurde Bieberbach dem Steuerdistrikt Breitenau und der Ruralgemeinde Banzenweiler zugeordnet. Im Zuge der Gebietsreform in Bayern wurde Bieberbach am 1. Juli 1971 in Feuchtwangen eingemeindet.

### Baudenkmal
- Winterhalde: Steinkreuz, spätmittelalterlich; ca. 800 m südöstlich des Ortes[10]

### Einwohnerentwicklung
| Jahr      | 001818 | 001840 | 001861 | 001871 | 001885 | 001900 | 001925 | 001950 | 001961 | 001970 | 001987 | 2022 |
| Einwohner | 53     | 16     | 57     | 67     | 74     | 56     | 46     | 60     | 43     | 46     | 49     | 26   |
| Häuser    | 10     | 2      |        |        | 11     | 10     | 10     | 10     | 10     |        | 10     | 9    |
| Quelle    | [ 12 ] | [ 13 ] | [ 14 ] | [ 15 ] | [ 16 ] | [ 17 ] | [ 18 ] | [ 19 ] | [ 20 ] | [ 21 ] | [ 1 ]  |      |

## Religion
Der Ort ist seit der Reformation evangelisch-lutherisch geprägt und bis heute nach St. Johannis (Feuchtwangen) gepfarrt. Die Einwohner römisch-katholischer Konfession sind nach St. Ulrich und Afra (Feuchtwangen) gepfarrt.